# Rychtarzowa Góra
Rychtarzowa Góra – wzniesienie 498 m n.p.m. w południowo-zachodniej Polsce w Sudetach Wschodnich, w Masywie Śnieżnika - Krowiarkach.

## Położenie
Wzniesienie, położone w Sudetach Wschodnich, w północno-zachodniej części Masywu Śnieżnika, w północno-zachodnim grzbiecie odchodzącym od Śnieżnika, w północno-środkowej części Krowiarek, około 1,6 km, na południowy wschód od miejscowości Ołdrzychowice Kłodzkie.

## Charakterystyka
Rychtarzowa Góra jest niewielkim pod względem wysokości, wzniesieniem Krowiarek, górującym nieznacznie nad miejscowościami: Romanowo od południowo-zachodniej strony a od północno-wschodniej nad wsią Ołdrzychowice Kłodzkie. Wyrasta w środkowo-zachodnim fragmencie grzbietu Krowiarek, w kształcie wyraźnego wału z nieznacznie stromymi zboczami. Wznosi się w niewielkiej odległości od sąsiedniego wzniesienia Sędzisz, położonego po północno-zachodniej stronie, od którego oddzielona jest niewielkim siodłem. Podłoże wzniesienia zabudowane jest z skał metamorficznych, wapieni krystalicznych (marmurów kalcytowych i dolomitowych) serii strońskiej. Na zboczach wśród lasu, występują pojedyncze wapienne skałki. Na wschodnim grzbiecie wzniesienia znajdują się wyrobiska czynnego, największego na ziemi kłodzkiej kamieniołomu marmuru i dolomitu „Romanowo”. Wzniesienie w całości poza terenem obszaru kamieniołomu porasta las mieszany regla dolnego, niżej położone partie zbocza zajmują łąki i częściowo pola uprawne. Lokalnie na wzniesieniu występuje roślinność kserotermiczna. Położenie wzniesienia, kształt i wyraźna odkryta wyrobiskiem kamieniołomu część szczytowa, czynią wzniesienie rozpoznawalnym w terenie.
W 1974 r. podczas robót ziemnych wewnątrz złoża białego marmuru odkryto nieistniejącą obecnie grotę krasową „Romanowska Studnia”.

## Turystyka
Południowo-zachodnim podnóżem wzniesienia Doliną Piotrówki przechodzi szlak turystyczny
- żółty- z Żelazna na Przełęcz Puchaczówkę.